# Émilien Brigault
 (août 2017).
Émilien Brigault est un homme politique français né le 15 septembre 1886 à Châtellerault (Vienne) et décédé le 6 décembre 1974 à Châtellerault.

## Biographie
Artisan coiffeur à Tours, il devient secrétaire général de la SFIO d'Indre-et-Loire en 1918. 
Il est député d'Indre-et-Loire du PS du 11 mai 1924 au 31 mai 1928, 
Conseiller municipal de Tours de 1925 à 1953, il est adjoint au maire de 1931 à 1947.

## Sources
« Émilien Brigault », dans le Dictionnaire des parlementaires français (1889-1940), sous la direction de Jean Jolly, PUF, 1960 